# Kakadui
Kakadui (lat. Cacatuidae) su porodica ptica reda Psittaciformes. Postoji 21 vrsta u ovoj porodici. Zajedno sa porodicama Psittacidae i Strigopidae čine red papiga. Njihov naziv potiče od malajskog naziva za ove ptice kaka(k)tua. Nastanjuju Filipine i istočna indonezijska ostrva do Nove Gvineje, Solomonskih ostrva i Australije.

## Opis
Kakadui su uglavnom srednje veliki ili veliki papagaji zdepaste građe. Dužina varira od 30 do 60 cm, a težina od 300 do 1000 grama. Nimfa je najmanja vrsta u ovoj porodici i mnogo je manja i vitkija od ostalih kakadua. Sve vrste imaju kukmu na glavi koja je podignuta kada kakadu sleće ili kada je uzbuđen. Kakadui imaju mnoge zajedničke osobine sa drugim papagajima uključujući i zakrivljen kljun i zigodaktilna stopala, sa dva prsta okrenuta prema napred, a dva prema nazad. Međutim, razlikuju se od njih po tome što nemaju Dikovu strukturu perja koja izaziva svetloplave i zelene boje kod papagaja i što imaju žučni mehur.
Kao i prave papige, kakadui imaju kratke noge, snažne kandže i gegaju se u hodu. Često koriste kljun kao treći ud kada se penju po granama. Uglavnom imaju duga i široka krila koja koriste za brzi let. Zabeleženo je da ružičasti kakadui lete brzinama i do 70 km/h. Pripadnici roda Calyptorhynchus imaju kraća i okruglija krila za sporiji let.
Kakadui imaju velike kljunove koje održavaju oštrim strugajući jednu vilicu o drugu dok se odmaraju. Imaju mišićav jezik kojim pridržavaju orah u kljunu dok ga donja vilica pritiska dok ga ne slomi. Mogu pokretati vilice u stranu zahvaljujući mišićima.
Perje kakadua je manje šareno od onog pravih papiga. Uglavnom su crne, sive ili bele boje. Mnoge vrste imaju malo žute, ružičaste ili crvene boje na kresti ili repu. Ružičasti kakadu je izuzetak jer ima mnogo ružičaste boje. Neke vrste imaju golu kožu na licu svetle boje, kao palmin kakadu. Mužjaci i ženke su vrlo slični iako postoji razlika u veličini kljuna između polova. Ženke su obično bleđe boje od mužjaka. Kakadui održavaju perje čistim tako što ga često čiste tokom dana.
Mitarenje je vrlo sporo i kompleksno. Crnim kakaduima su potrebne dve godine da zamene svo perje, dok ružičastim kakaduima treba šest meseci za to.

## Razmnožavanje
Kakadui su monogamni i grade gnezda u rupama u drveću koje ne mogu iskopati sami. Obično su 7-8 m iznad zemlje. Ženke se mogu pariti sa tri godine starosti a mužjaci kasnije. Ženke nose okruglasta i bela jaja koja inkubiraju od 20 do 29 dana, zavisno od vrste. Kod nekih vrsta i mužjak pomaže u inkubiranju jaja. Oko 20% snesenih jaja je zapravo neoplođeno. Mladunčad ubijaju drugi kakadui, varani, sove i pitoni.

## Etimologija
Reč kakadu potiče iz 17. veka i izvedena je iz holandske reči kaketoe, koja potiče od malajske reči kakatua. Varijacije iz sedamnaestog veka obuhvataju cacato, cockatoon i crockadore, a u 18. veku su korišteni cokato, cocatore i cocatoo. Ova derivacija je korištena za familiju i generička imena Cacatuidae i Cacatua, respektivno.
U Australijskom slangu ili kolokvijalnom jeziku, osoba koja čiva stražu dok drugi preduzimaju tajne ili ilegalne aktivnosti, posebno pri kockanju, se naziva „cockatoo”. Vlasnici malih poljoprivrednih preduzeća su često šaljivo ili pomalo omalovažavajuće nazivaju „kuku farmerima”.

## Taksonomija
Kakadui su prvi put definisani kao potfamilija Cacatuinae unutar familije papagaja Psittacidae u radu engleskog prirodnjaka Džorxa Roberta Greja 1840. godine, pri čemu je Cacatua navedeno prvo kao tipski rod. Ova grupa je alternativno bila razmatrana kao bilo samostalna ili potfamilija u radovima više autoriteta. Američki ornitolog Džejms Li Piters u svom radu iz 1937. godine pod naslovom Popis ptica svijeta, Sibli i Monro 1990. godine smatraju je potfamilijom, dok je ekspert za papagaje Džozef Foršo klasifikuje kao familiju 1973. godine. Naknadne molekularne studije su pokazale da najraniji odvajanje od originalnih papagajskih predaka predstavljaju Novo Zelanddki papagaji iz nadfamilije Strigopoidea, i da njima slede kakadui, sad već dobro definisana grupa ili kladus, koji su se odvojili ood ostalih papagaja, i zatim raširili po južnoj hemisferi i dalje razdvojili u mnoge vrste papagaja, parakita, ara, lorija, lorikita, agapornisa i drugih pravih papagaja natporodice Psittacoidea.

## Галерија
- Бели папагај из рода Какаду, white cockatoo, umbrella cockatoo, (Cacatua alba), Парк краљице Елизабете, Ванкувер
- Сулфур папагај из рода Какаду, Sulphur-crested cockatoo, (Cacatua galerita), Парк краљице Елизабете, Ванкувер
- Парк краљице Елизабете, Папагај са крестом боје Цитрон врсте Какаду, у Ванкуверу, citron-crested cockatoo, (Cacatua sulphurea citrinocristata)
- Мала корела

## Literatura
- Athan, Mattie Sue (1999). Guide to companion parrot behavior: with full-color photos and instructive line drawings. Woodbury, N.Y.: Barron's Educational Series. ISBN 978-0-7641-0688-0.
- Cameron, Matt (2007). Cockatoos. Collingwood, VIC, Australia: CSIRO Publishing. ISBN 978-0-643-09232-7.
- Christidis, Les; Boles, Walter (2008). Systematics and taxonomy of Australian birds. Collingwood, VIC, Australia: CSIRO Pub. ISBN 978-0-643-06511-6.
- Forshaw, Joseph M. (2006). Parrots of the World; an Identification Guide. Illustrated by Frank Knight. Princeton University Press. ISBN 978-0-691-09251-5.
- Forshaw, Joseph Michael; Cooper, William T. (1978). Parrots of the world (2nd изд.). Melbourne: Lansdowne Editions. ISBN 978-0-7018-0690-3.
- Cayley, Neville William; Lendon, Alan H. (1973). Australian parrots: in field and aviary. Sydney: Angus & Robertson. ISBN 978-0-207-12424-2.
- Low, Rosemary (1999). The loving care of pet parrots. Saanichton, B.C.: Hancock House. ISBN 978-0-88839-439-2.

## Spoljašnje veze
- Australian Faunal Directory
- MyToos.com Архивирано на веб-сајту  (31. мај 2016) – explaining many of the responsibilities of cockatoo ownership
- Cockatoo videos Архивирано на веб-сајту  (25. април 2016) on the Internet Bird Collection